# Gare du Mont-Dore
Gare du Mont-Dore vasútállomás Franciaországban, Mont-Dore településen.

## Vasútvonalak
Az állomást az alábbi vasútvonalak érintik:
- Laqueuille au Mont-Dore-vasútvonal

## Kapcsolódó állomások
A vasútállomáshoz az alábbi állomások vannak a legközelebb: